# Rhodesian Light Infantry
Il 1st Battalion, The Rhodesian Light Infantry ("1º Battaglione, fanteria leggera della Rhodesia" in inglese), comunemente noto come Rhodesia Light Infantry (abbreviato in 1RLI o RLI), è stato un battaglione di fanteria leggera della Rhodesia Meridionale prima e della autoproclamata Repubblica di Rhodesia poi, formato ufficialmente il 1º febbraio 1961.
Nato come reparto convenzionale, nel 1964 il battaglione cambiò ruolo venendo ristrutturato come una forza di commando e per operazioni speciali, divenendo una delle principali unità di controguerriglia delle Rhodesian Security Forces: nel corso della guerra civile rhodesiana del 1964-1979, le unità del RLI compirono ripetute missioni ai danni dei movimenti indipendentisti africani dello ZANU e dello ZAPU, sia all'interno dei confini della Rhodesia che in attacchi preventivi contro i campi di addestramento dei guerriglieri situati oltre le frontiere con Mozambico e Zambia; gli uomini del RLI, organizzati in squadre di assalto elitrasportate o paracadutabili, fornivano la spina dorsale delle unità di reazione rapida rhodesiane, dispiegabili ovunque nel paese secondo la dottrina tattica della "fireforce" e agendo come elemento di sostegno e rinforzo per unità di forze speciali come i Selous Scout e il Rhodesian Special Air Service. Insieme al SAS, il RLI era l'unica unità delle forze armate rhodesiane composta solo da bianchi, e accettava tra i propri ranghi anche volontari provenienti da altri paesi; i membri del battaglione erano sovente indicati con i nomignoli di "i Santi" (The Saints) o "gli Incredibili" (The Incredibles).
Con la fine del regime bianco della Rhodesia e la proclamazione dell'indipendenza del paese come Zimbabwe, il RLI venne sciolto il 31 ottobre 1980.